# Montañita
Montañita är en liten kuststad i Santa Elena-provinsen runt 180 kilometer nordöst om Guayaquil. Staden blev känd successivt för flera årtionden sedan som ett surfparadis, och att det var det enda som var möjligt att göra där. Staden bestod då bara av några bondska fiskarhus och ett eller två surfartält på somrarna. Översatt till svenska betyder namnet "liten kulle". Idag är Montañita en mångkulturell strand med turister från hela världen.

## Klimat
Klimatet i Montañita är oföränderligt, och liknar andra tropiska kuststäder. Stadens medeltemperatur är 28 °C, även om staden genomgår en regnsäsong från december till maj, Hursomhelst så regnar det under regnperioden lite och mestadels på kvällarna och nätterna. Temperaturerna varierar i vattnet från 13-20 grader celsius.

## Ekonomi

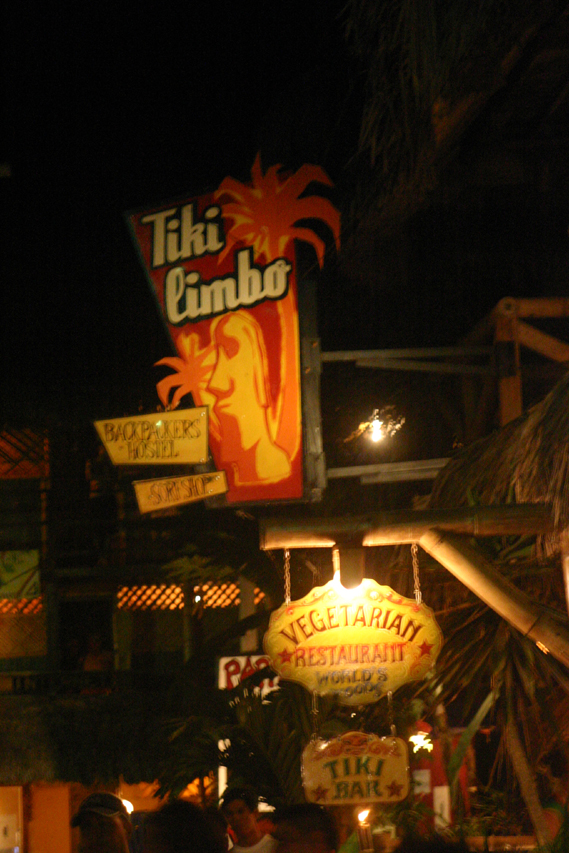
Tikilimbo, ett värdshus i Montañita

I stort sett all ekonomi i Montañita baseras på turism, såsom matservice, surfing och slöjdmarknader. Högsäsongen för turismen kulminerar i januari och lågsäsongen är i juni. Surfingen är huvudmålet för turisterna. Starka, oföränderliga vågor och bra tuber gör att det är ett bra ställe att lära si sufra på och är en destination som ökar i intresse bland den internationella surfingkretsen. Under sommarmånaderna är de höga vågorna mellan en halv meter och en meter höga. Under den sena hösten och vintern kan vågorna vara upp till 1 och en halv meter höga, och mellan januari och mars kan de vara så höga som två meter. Under karnevalen varje år i februari håller Montañita en internationell surfingtävling. Andra vattensporter som lockar turister och ecuadorianer till Montañita är bodyboarding, scubadykning, vattenskidåkning och vindsurfning.